# عرق مغولي

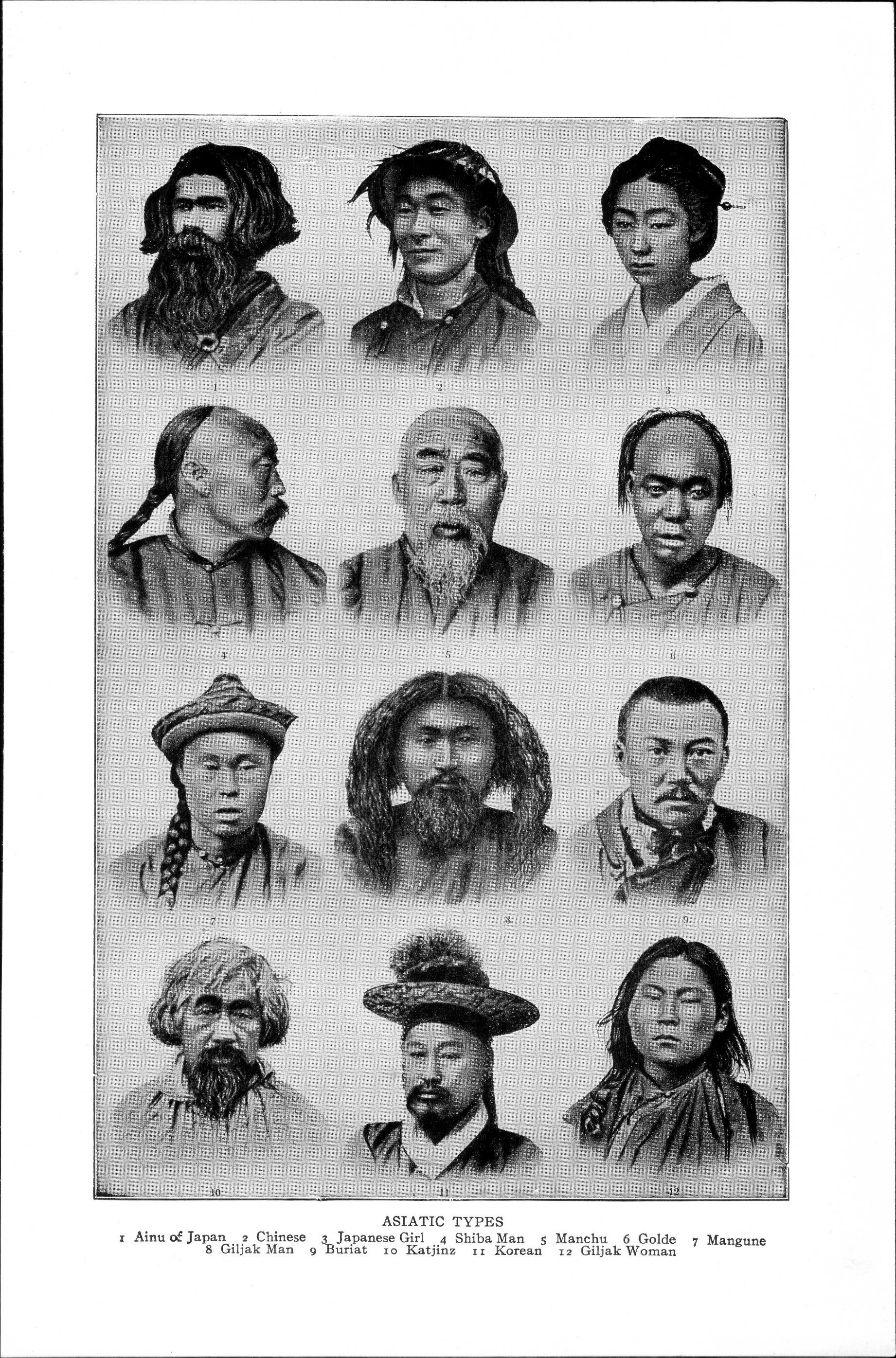

العرق المنغولي (بالمنغولية: Монгол төрхтөн)‏ (بالإنجليزية: Mongolian race)‏ هو مصطلح يستخدم لوصف سكان دول كلٍ من شرق آسيا ووسط آسيا وجنوب شرق آسيا وشمال آسيا وأيضاً لوصف السكان الأصليين للأمريكيتين ولجزر المحيط الهادئ ويصنفون بالأعراق الثلاثة الأكبر بالإضافة للعرقين القوقازي والأسود.